# Mausolée de l'imam Ali
Le mausolée de l'imam Ali ou mausolée d'Ali (en arabe : حرم الإمام علي) est un sanctuaire situé dans la ville irakienne de Najaf. Abritant les restes de l'imam Ali Ibn Abi Talib, cousin du prophète Mahomet et premier imam du chiisme et quatrième calife de l'islam (656-661), il est un lieu de pèlerinage important pour les chiites. Selon la tradition chiite, les prophètes Adam et Noé y seraient également enterrés.
Selon Ja'far al-Sadiq, sixième imam chiite et important théologien du VIIIe siècle, le mausolée d'Ali est, en termes d'importance, le quatrième des six principaux lieux saints de l'islam, derrière les villes saintes de La Mecque, Médine et Jérusalem, et devant les mausolées d'Hussein à Kerbala et le sanctuaire de Fatima Masoumeh à Qom.

## Historique
La tradition rapporte que la tombe d'Ali Ibn Abi Talib aurait été retrouvée fortuitement par le calife Haroun al-Rachid au cours d'une partie de chasse. Le premier monument est édifié à l'emplacement supposé de la tombe d'Ali par l'émir bouyide Adhud ad-Dawla Fanna Khusraw (977). Endommagé par un incendie, il est rebâti en 1086 par le sultan seldjoukide Malik Shah Ier. Le shah séfévide Ismail Ier participe à son embellissement peu après 1500, lui donnant peu ou prou son aspect actuel. Caractéristique de l'architecture persane, le mausolée est célèbre pour son monumental dôme, couvert de 7 777 briquettes couvertes d'or, ses murs couverts de céramiques turquoise et son pishtak, flanqué de deux minarets. Aux abords du sanctuaire s'étend le cimetière du Wadi-us-Salaam (« vallée de la paix »), où reposent plusieurs millions de personnes. Couvrant 6 kilomètres carrés, il est un des plus vastes cimetières du monde.

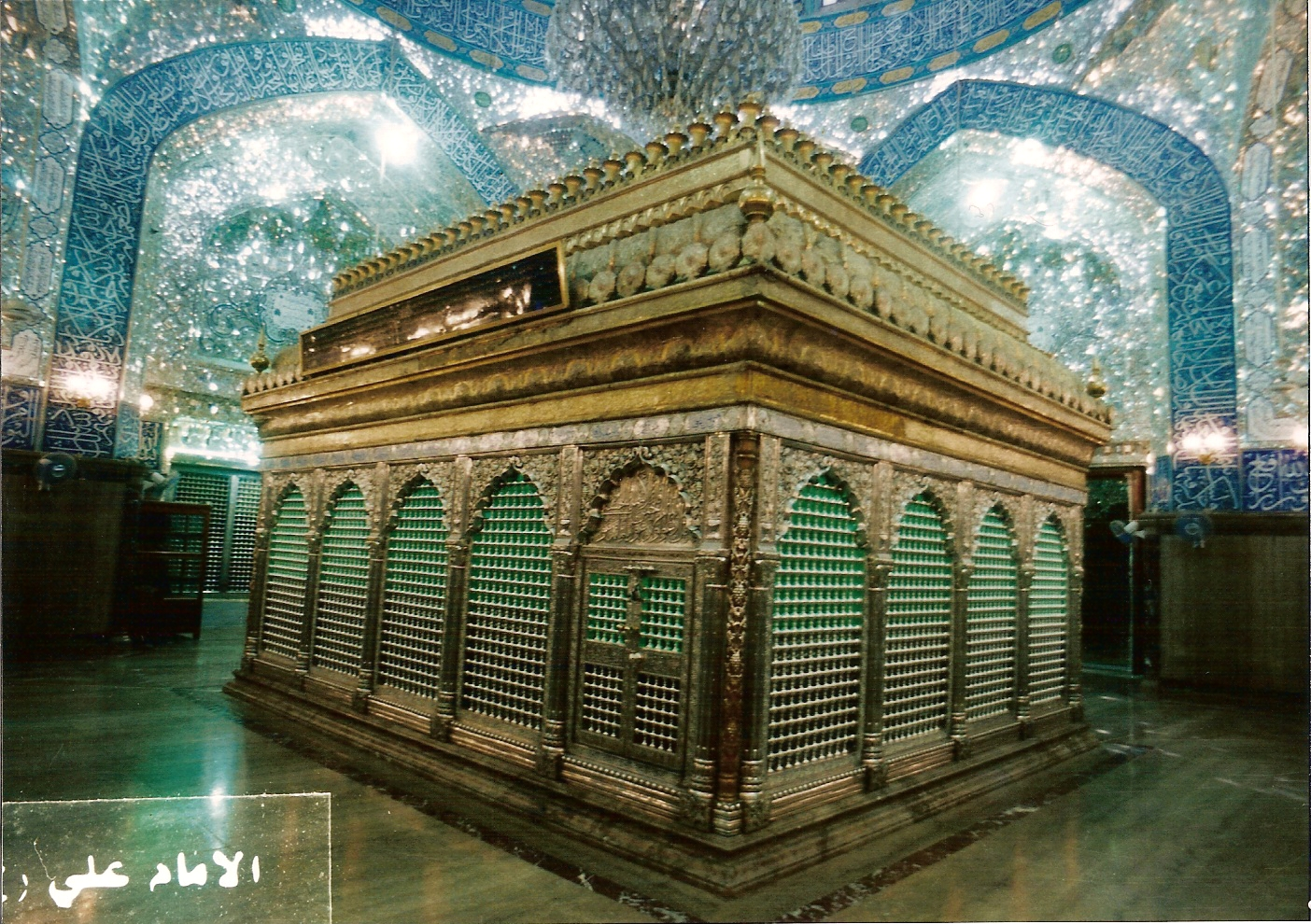
Le tombeau d'Ali, à l'intérieur du mausolée.

Le mausolée est endommagé au cours d'un raid mené au début du XIXe siècle (1801 ou 1802) par des tribus bédouines menées par le chef wahhabite Abdul Aziz Ibn Mohammed Ibn Saud. À la fin du XXe siècle, il subit de nouveau de graves dommages pendant la guerre du Golfe (1991). Des opposants chiites au régime du président Saddam Hussein s'étant retranchés dans l'enceinte du monument, ordre fut donné aux membres de la Garde républicaine de le prendre d'assaut, ce qui fut fait au prix de nombreuses destructions et de pertes en vies humaines. Le mausolée fut ensuite fermé pendant deux ans, officiellement pour cause de réparations.

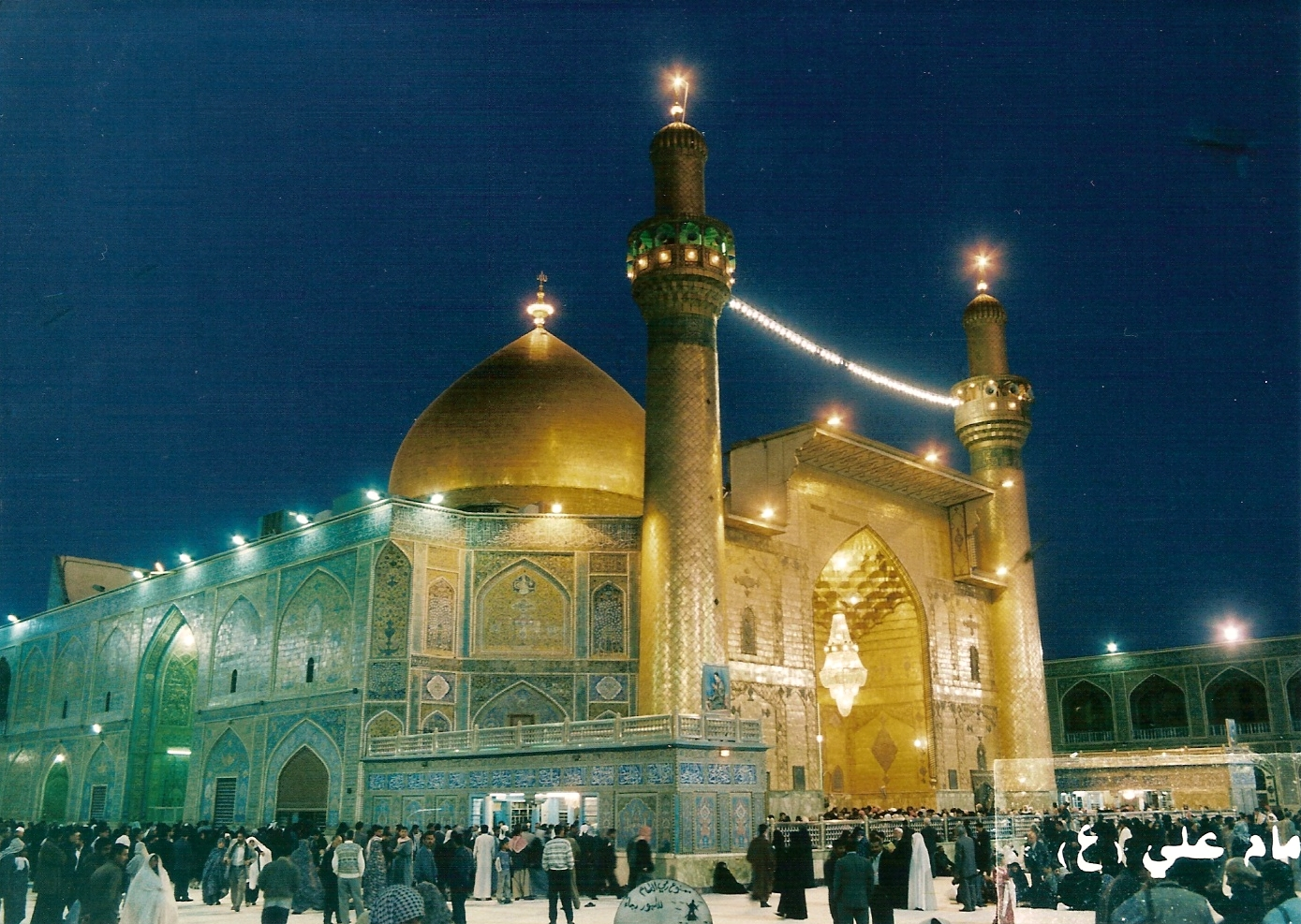
Une foule de pèlerins se presse aux abords du mausolée.

Le sanctuaire est pris pour cible à de nombreuses reprises après l'invasion de l'Irak (2003). Le 10 avril 2003, le dignitaire chiite Abdul-Majid al-Khoei (en) (fils du Grand ayatollah Abu al-Qasim al-Khoei) est assassiné aux abords du mausolée. Le 29 août de la même année, une voiture piégée explose sur le parvis du monument au moment de la prière du vendredi, causant la mort de 82 personnes, dont l'ayatollah Mohammed Baqir al-Hakim, chef du Conseil suprême islamique irakien.
Le 24 mai 2004, un tir de mortier atteint le mausolée, causant d'importants dégâts. Le 5 août de la même année, dans un contexte tendu entre les différentes communautés irakiennes, Moqtada al-Sadr et son armée du Mahdi se retranchent dans le mausolée, d'où ils lancent des attaques contre la police et les forces de la coalition. Deux ans plus tard, le 10 août 2006, un terroriste se fait exploser à proximité du mausolée, tuant 40 personnes et blessant grièvement une cinquantaine d'autres.
Le site est fréquenté chaque année par près de huit millions de personnes : seules les villes de La Mecque, Médine et Kerbala accueillent plus de pèlerins musulmans.

## Architecture et décors
Le mausolée Imam Ali est bien connue pour son grand dôme couvert de 7 777 dalles de briques couvertes d'or pur. Les façades du bâtiment sont décorées de céramiques turquoise.